# Монтморенси (Индијана)
Монтморенси (енгл. Montmorenci) насељено је место без административног статуса у америчкој савезној држави Индијана.

## Демографија
По попису из 2010. године број становника је 243.
|                   | 2010.        | 2000.      |
| Укупно            | 243 (100,0%) | 0 (0,000%) |
| Белци             | 240 (98,77%) | 0 (0,000%) |
| Азијати           | 1 (0,412%)   | 0 (0,000%) |
| Хиспаноамериканци | 1 (0,412%)   | 0 (0,000%) |
| Остали            | 1 (0,412%)   | –          |
| Афроамериканци    | 0 (0,000%)   | 0 (0,000%) |